# Efecto precio
En microeconomía y en particular en la teoría del consumidor, el efecto precio es la modificación que se registra en el óptimo del consumidor individual derivado de una variación en el precio de uno de los bienes sujetos al análisis, manteniéndose todas las demás condiciones objetivas y subjetivas inalterables. La conducta del consumidor individual puede verse afectada por esta circunstancia en particular, ya que el precio de uno de los bienes aumenta o se reduce, pero no así su disponibilidad de ingresos, ni sus gustos y preferencias. 
Ante la variación del precio de un producto, el consumidor debe reelaborar su plan de consumo, previendo en todo momento optimizar su satisfacción; sin embargo, su situación como consumidor podrá mejorar (si el precio del bien se reduce), trasladándose a una curva de indiferencia de un mayor nivel de satisfacción; pero, podrá empeorar su situación, si el precio aumenta, debiéndose trasladar a una curva de indiferencia de menor nivel de satisfacción. Este cambio implicará una modificación en el consumo de cada uno de los productos que componen la cesta del sujeto.
Componentes del efecto precio
El efecto precio se compone de dos efectos: el efecto sustitución y el efecto renta. El primero se refiere al cambio en la cantidad demanda causado exclusivamente por el cambio relativo de los precios de los bienes. El segundo en tanto, se refiere al cambio en la cantidad demandada por la modificación del poder adquisitivo debido al cambio en el precio.
Gráfico del efecto precio
Podemos observar el efecto precio en el siguiente gráfico. Suponga que existen dos bienes 1 y 2, ambos son bienes normales. El precio del bien 1 cae mientras que el precio del bien 2 se mantiene constante. Por lo que la cantidad que ahora puede comprar un consumidor es M/P1′, porque con la misma Masa monetaria (M) puede comprar más productos si el precio del bien baja.
La cesta inicial del consumidor es A pero tras la reducción del precio del bien 1, la cesta se modifica a C. Como podemos observar, el consumidor alcanza una cesta de consumo en una curva de indiferencia más alta. En esta canasta, la cantidad consumida del bien 1 aumenta lo que refleja que se trata de un bien normal.